# ليو ألكسندر
ليو ألكسندر (بالإنجليزية: Leo Alexander)‏ (من مواليد 11 أكتوبر 1905 - وتُوفي 20 يوليو 1985) هو طبيب نفسي أمريكي وطبيب أعصاب ومدرس ومؤلف من أصل نمساوي-يهودي. كان ليو المستشار الطبي الرئيسي خلال محكمة نورنبيرغ. كتب ألكسندر جزءًا من كود نورمبرج، الذي يوفر المبادئ القانونية والأخلاقية للتجارب العلمية على البشر.

## حياته
وًلد ليو في فيينا، الإمبراطورية النمساوية المجرية، هو ابن الطبيب ألكسندر. تخرًج من كلية الطب جامعة فيينا في عام 1929، وتفرّغ لدراسة الطب النفسي في جامعة غوته في فرانكفورت، ثم هاجر إلى الولايات المتحدة في عام 1933. درس في كلية الطب بجامعة هارفارد وجامعة ديوك.عمل ألكسندر خلال الحرب في أوروبا في ظل وزير الدفاع الأمريكي روبرت باترسون ب. كمحقق طبي للجيش برتبة رائد. عُيّن ألكسندر بعد انتهاء الحرب المستشار الطبي الرئيسي لتيلفورد تايلور، رئيس المستشار القانوني لجرائم الحرب في الولايات المتحدة، وشارك في محكمة نورنبيرغ في نوفمبر 1946. وقال أنه تصور مبادئ قانون نورمبرغ (كود نورمبرج) بعد مراقبة وتوثيق التجارب الطبية الألمانية (شوتزشتافل) في معسكر الاعتقال داكاو، وحالات الإخصاء والقتل الرحيم. كتب ألكسندر في وقت لاحق أن «العلم تحت الحكم الديكتاتوري يصبح خاضعًا للفلسفة التوجيهية للدكتاتورية».
شغل ألكسندر في وقت لاحق منصب أستاذ مساعد في الطب النفسي في كلية الطب جامعة تافتس، حيث ظل لمدة 30 عامًا تقريبًا. وبصفته مستشارًا لقسم شرطة بوسطن، كان لألكسندر دور فعال في حل قضية اختناق بوسطن. أدار ألكسندر مركز التصلب المتعدد في مستشفى ولاية بوسطن، حيث أجرى الأبحاث على التصلب المتعدد ودرسعلم الأمراض العصبية. رتّب ألكسندر لعلاج 40 من النازحين الألمان النازيين الذين تم حقنهم من قِبَل الدكتور يوزاف منغيله مع إصابتهم بمباديئ غنغرينا غازية، وقدم لهم العلاج النفسي. كتب ألكسندر العديد من الكتب عن الطب النفسي وعلم الأعصاب، وصاغ المصطلحات في علم اللاهوت المعروفة بأنها دراسة الموت والكتلولوجيا - علم القتل.
كان ألكسندر من أبرز مؤيدي العلاج بالصدمات الكهربائية والمعالجة بالصدمة الإنسولينية. جاء وفقًا للطبيب النفسي بيتر بريغين، كان الكسندر - الذي كان يحمل الجنسية الألمانية - أيضا من رواد تحسين النسل، ويرجع فشل محاكمات الأطباء إلى كون ألكسندر كبير المحققين.
توفي الإسكندر بسبب السرطان في عام 1985 في وستون، ماساتشوستس، وكان لديه ثلاثة أطفال.

## ملاجظات
- Contemporary Authors Online, Gale, 2007. Reproduced in Biography Resource Center. Farmington Hills, Mich.: Thomson Gale. 2007. Retrieved on May 5, 2007.
- Kindwall, Josef A. (سبتمبر 1949). "Doctors of Infamy (review)". Annals of the American Academy of Political and Social Science. ج. 265: 190–191. DOI:10.1177/000271624926500146. JSTOR:1026587.
- Marrus, Michael R. (1999). "The Nuremberg Doctors' Trial in Historical Context". Bulletin of the History of Medicine. ج. 73 ع. 1: 106–123. DOI:10.1353/bhm.1999.0037. PMID:10189729.
- "Dr. Leo Alexander, Psychiatrist, Fiance of Mrs. Anne". نيويورك تايمز. 7 ديسمبر 1969. ص. 106. {{استشهاد بخبر}}: استعمال الخط المائل أو الغليظ غير مسموح: |ناشر= (مساعدة)
- "Dr. Leo Alexander, 79; Nuremberg Trial Aide". نيويورك تايمز. 24 يوليو 1985. ص. B5. {{استشهاد بخبر}}: استعمال الخط المائل أو الغليظ غير مسموح: |ناشر= (مساعدة)

## روابط خارجية
- (German) Hager, Maik, "Mit dem Verfahren der Euthanasie habe ich niemals das Geringste zu tun gehabt,...". Major Leo Alexander, Prof. Dr. Julius Hallervorden und die Beteiligung des KWI für Hirnforschung an "Euthanasie"-Verbrechen im Nationalsozialismus (www.geschichte-erforschen.de).